# Lerista wilkinsi
Espèce
Synonymes
- Lygosoma wilkinsi Parker, 1926

Lerista wilkinsi est une espèce de sauriens de la famille des Scincidae.

## Répartition
Cette espèce est endémique du Queensland en Australie.

## Étymologie
Cette espèce est nommée en l'honneur de George Hubert Wilkins.

## Publication originale
- Parker, 1926 : New reptiles and a new frog from Queensland. Annals and Magazine of Natural History, sér. 9, vol. 17, p. 665-670.